# L'Hôpital-le-Grand
L'Hôpital-le-Grand är en kommun i departementet Loire i regionen Auvergne-Rhône-Alpes i centrala Frankrike. Kommunen ligger i kantonen Montbrison som tillhör arrondissementet Montbrison. År 2022 hade L'Hôpital-le-Grand 1 073 invånare.

## Befolkningsutveckling
Antalet invånare i kommunen L'Hôpital-le-Grand
| Referens: INSEE |